# Pete de Freitas
Peter Louis Vincent de Freitas (Port-d'Espagne, 2 aout 1961-Longdon (Staffordshire), 14 juin 1989), est un producteur et musicien britannique, batteur du groupe Echo and the Bunnymen sur leur cinq premiers albums. 

## Biographie
Né à Trinité-et-Tobago, il est éduqué chez les bénédictins de la Downside School (en) (Somerset) où son père était avocat, spécialisé en droit d'auteur. 
En 1979, il devient le batteur d'Echo and the Bunnymen mais quitte le groupe en 1985 pour tenter de fonder un nouveau groupe à La Nouvelle-Orléans. Il a alors des problèmes d'alcoolisme. En 1987, il réintègre Echo and the Bunnymen et se marie. Sa fille, Lucie, nait l'année suivante. 
Alors qu'il se rendait à Liverpool en provenance de Londres, il se tue en moto lors d'un accident. Ses cendres ont été inhumées à Goring-on-Thames. 